# Michel Doomst
Michel Doomst (Gooik, 13 november 1953) is een Belgisch leraar, redacteur en politicus voor de CVP en vervolgens de CD&V

## Levensloop
Doomst studeerde in 1976 af als licentiaat in de Germaanse filologie aan de Katholieke Universiteit Leuven. Van 1977 tot 1982 werkte hij als leraar Duits, Engels en Nederlands aan het Sint-Niklaas- en het Sint-Guido-Instituut in Anderlecht en nadien werkte hij op het nationaal partijsecretariaat van de CVP. In 1988 ging hij aan de slag als redacteur voor het ACW-tijdschrift Visie, wat hij bleef tot in 1995.
Voor de toenmalige CVP werd Doomst in oktober 1982 verkozen tot gemeenteraadslid van Gooik, een gemeente in het Pajottenland waarvan hij van begin 1989 tot begin 2022 burgemeester was. Bij de gemeenteraadsverkiezingen van oktober 2000 behaalde hij en zijn partij 65,5% van de stemmen, in oktober 2006 steeg de score tot 70,3%, in oktober 2012 behaalde zijn partij nog maar 55% van de stemmen. Bij de verkiezingen in oktober 2018 steeg deze score tot 56,8%. Omdat hij een commercieel reclamebord gebruikte voor kiespropaganda, werd hij "gestraft met de sanctie van waarschuwing" door de Raad voor Verkiezingsbetwistingen. Begin 2022, te midden de legislatuur, gaf hij de burgemeesterssjerp door aan Simon De Boeck. Vervolgens verliet Doomst de gemeentepolitiek van Gooik.
Na de eerste rechtstreekse verkiezingen voor het Vlaams Parlement van 21 mei 1995 volgde hij begin juli 1995 Vlaams minister van Economie, KMO, Media en Landbouw Eric Van Rompuy op als Vlaams Parlementslid voor het kiesarrondissement Halle-Vilvoorde. Het mandaat oefende hij uit tot in juni 1999. Hoewel Doomst in zijn streek een stemmentrekker is, geraakte hij niet (her)verkozen bij de Vlaamse verkiezingen van juni 1999 en de federale verkiezingen van mei 2003. Bij de Vlaamse verkiezingen van juni 2004 was hij lijstduwer van de CD&V/N-VA-lijst in Vlaams-Brabant, maar ondanks 21.000 voorkeurstemmen werd hij wederom niet verkozen.
Bij de verkiezingen van oktober 2000 werd Doomst verkozen in de provincieraad van Vlaams-Brabant, waar hij bleef zetelen tot 2007.  Bij de federale verkiezingen van juni 2007 behaalde hij een sterke uitslag op de CD&V-kieslijsten in het kanton Lennik. Hij werd verkozen en zetelde vervolgens tot in 2010 in de Kamer van volksvertegenwoordigers. Bij de federale verkiezingen van juni 2010 verloor de CD&V ook in de kieskring Brussel-Halle-Vilvoorde fors stemmen en geraakte Michel Doomst niet herverkozen. Eind 2011 werd hij echter opnieuw lid van de Kamer als opvolger van federaal minister van Financiën en Duurzame Ontwikkeling, belast met Ambtenarenzaken, Steven Vanackere. Na het ontslag van Steven Vanackere in maart 2013 verloor Doomst opnieuw zijn Kamerlidmaatschap. 
Bij de Vlaamse verkiezingen van 25 mei 2014 werd hij opnieuw verkozen tot Vlaams Parlementslid in de kieskring Vlaams-Brabant. Hij werd actief in de commissies Brussel en Vlaamse Rand en Bestuurszaken, Binnenlands Bestuur, Inburgering en Stedenbeleid. Dat mandaat kon hij niet verlengen na de verkiezingen van 26 mei 2019. Sinds 15 juli 2019 mag hij zich ere-Vlaams volksvertegenwoordiger noemen. Die eretitel werd hem toegekend door het Bureau (dagelijks bestuur) van het Vlaams Parlement.
Michel Doomst was, in de hoedanigheid van Vlaamsgezind burgemeester in het arrondissement Halle-Vilvoorde en de kieskring Brussel-Halle-Vilvoorde, een van de Zeven Burgemeesters, die initiatiefnemers en voortrekkers waren in de strijd van de betrokken burgemeesters voor de splitsing van BHV in de Conferentie van burgemeesters en Staten-Generaal in Halle-Vilvoorde. De Vlaamsgezindheid van Doomst wordt door het TAK, de VVB en het tijdschrift De Zes (23ste jaargang, nr. 4) bekritiseerd. Doomst was immers een pleitbezorger van het Institutioneel akkoord voor de zesde staatshervorming (s.l., 11 oktober 2011).
Naast zijn politieke activiteiten hield hij tot eind 2009 een blog bij. Hij is gehuwd en vader van twee kinderen.